# Technikai Könyvkiadó
Technikai Könyvkiadó – A műszaki irodalom kiadására szakosított, 1952-ben létesített, bukaresti székhelyű romániai kiadó. 1952–59 között 107, 1960–69 között 75, 1970–83 között 51 magyar nyelvű könyvet adott ki.

## Magyar műszaki kiadványok
A Technikai Könyvkiadó első időszakában főképp névtelen és orosz vagy román fordításból átvett (általában a fordító nevét sem szerepeltető), gyakorlati profilú és tudománynépszerűsítő köteteket, szakiskolákban használatos tankönyveket jelentetett meg; s román fordításban néhány magyarországi szerző (Boldizsár Tibor, Erdey-Grúz Tibor, Gárdonyi Jenő, Gellért Endre, Nagy Péterné, Váradi Imre) szakkönyveit. Magyar szerzővel kiadványai sorában először 1954-ben (Öveges József: Az elektromosságtan és az élet), majd 1956-ban (Tóth Imre: Bolyai János) találkozunk. 1957-ben jelenteti meg a kiadó a Cseke Vilmos – Kiss Ernő – Radó Ferenc szerzőhármas később igen népszerűvé vált matematikai felvételi feladatgyűjteményét, majd 1959-ben két női szabászati szakkönyvet (szerzőik Farkas Magda, Kenéz Ilona és Vajda Erzsébet) és Várhelyi Csaba Szervetlen kémiai kísérletek c. könyvét. Magyar nyelvű kiadványai sorában viszont feltűnnek – és az idők folyamán számos kiadást érnek meg – Dán Franciska (A gondos háziasszony. 1956) és Szmuk Irén (1006 ételrecept… 1959) háztartási és szakácskönyvei.
A második időszakban ugyanez a helyzet, legfeljebb annyi különbséggel, hogy az oroszból fordított szakkönyvek eltűnnek, a magyarországi szerzőktől átvett-lefordított könyvek száma a minimálisra csökken. Magyar könyvtermésének szerzői között az 1970-es évek elején mutatkozik pozitív változás, de az 1980-as években magyar szakemberek már csak elvétve akadnak: Móritz Miklóstól az Öntők könyvét jelenteti meg a kiadó 1980-ban, Kovács Sándor és Nagy Baka György társszerzőktől A PL/1 programozási nyelv, Máthé Balázs, Lázár Tibor és Józsa Imre társszerzőktől a Villamosság a háztartásban című könyvet (mindkettőt 1983-ban). Antal Klára egy másik kézikönyv (A gyapjúfonó kézikönyve. N. Rotărescuval, 1981), Zsigmond Sándor A lakatos kézikönyve társszerzője volt (V. Răducuval, 1983). Itt jelent meg ugyancsak 1983-ban Bakó Terézia és Bakó László Keresztszemesek c. mintakönyve is.
Az 1980-as évek kiemelkedő kiadványa viszont a Jenei Dezső, Pálfalvi Attila és munkatársaik által összeállított, terjedelmében is impozáns Magyar–román műszaki szótár (1987), amelynek ikerkötetét azonban az ekkoriban Ion Iliescu által igazgatott Technikai Könyvkiadó már nem vállalta.